# 戦艦一覧
戦艦一覧（せんかんいちらん）では、世界各国の戦艦を一覧表にする。
基準として20センチメートル(cm) を超える艦砲（主砲）を有し、装甲を持ち、各国海軍の主力として建造された艦を纏めている。
この記事では世界で最初に蒸気機関のみで航行する装甲艦を発明したフランス海軍から順に、装甲艦を導入した順から各国の戦艦を竣工順に並べる。

## フランス

### 艦隊装甲艦（装甲艦）
- ラ・グロワール級（1859年、5,630トン)
- クーロンヌ（英語版）
- マジェンタ級
- プロヴェンス級（英語版）
- オセアン級（1870年、7,580トン: 27cm（18口径）単装砲4門）3隻
  - オセアン、マレンゴ、シュフラン
- フリードランド（1877年、8,850トン: 27cm（18口径）単装砲8基）
- リシュリュー（1875年、8,984トン: 27cm（18口径）単装砲6基）
- コルベール級（1877年、8,750トン: 27cm（18口径）単装砲8基）2隻
  - コルベール、トリダン
- ルドゥタブル（1882年、9,224トン: 27cm（20口径）単装砲8基）
- クールベ級（1882年、10,450トン: 34cm（21口径）単装砲30基）2隻
  - クールベ（アメデ・クールベ提督が没したために原名のフードロワイアンから改名）、デヴァスタシオン
- アミラル・デュプレ（1884年、11,030トン: 34cm（18口径）単装砲4基）
- アミラル・ボーダン級（1889年、11,720トン: 37cm（28口径）単装砲3基）2隻
  - アミラル・ボーダン、フォルミダブル
- オッシュ（1891年、10,820トン: 34cm（28口径）単装砲2基、27cm（28口径）単装砲2基）
- マルソー級（1891年、10,600トン: 34cm（30口径）単装砲4基）3隻
  - マルソー、ネプテューユ、マジャンタ

### 海防戦艦
- テリブル級（1881年、7,530トン: 42cm（22口径）単装砲4基）4隻
  - テリブル、カイマン、アンドンタブル、ルカン
- ジュマプ級（1881年、6,476トン: 34cm（42口径）単装砲2基）2隻
  - ジュマプ、ヴァルミー
- ブヴィーヌ級（1881年、6,681トン: 30.5cm（45口径）単装砲2基）2隻
  - ブヴィーヌ、アミラル・トレウアール
- アンリ4世（1881年、8,800トン: 27cm（40口径）単装砲2基）

### 艦隊装甲艦（前弩級戦艦）
- ブレニュス（1895年、11,900トン: 34cm（42口径）連装砲1基、同単装砲1基）
- シャルル・マルテル（1897年、11,693トン: 30.5cm（45口径）単装砲2基、27cm（45口径）単装砲2基）
- カルノー（1897年、11,693トン: 30.5cm（45口径）単装砲2基、27cm（45口径）単装砲2基）
- ジョーレギベリ（1893年、11,637トン: 30.5cm（45口径）単装砲2基、27cm（45口径）単装砲2基）
- マッセナ（1898年、11,735トン: 30.5cm（45口径）単装砲2基、27cm（45口径）単装砲2基）
- ブーヴェ（1898年、11,735トン: 30.5cm（45口径）単装砲2基、27cm（45口径）単装砲2基）
- シャルルマーニュ級（1899年、11,100トン: 30.5cm（45口径）単装砲2基、27cm（45口径）単装砲2基）3隻
  - シャルルマーニュ、サン・ルイ、ゴーロア
- イエナ（1907年、11,860トン: 30.5cm（45口径）連装砲2基）
- シュフラン（1904年、12,527トン: 30.5cm（45口径）連装砲2基）
- レピュブリク級（1906年、14,600トン: 30.5cm（45口径）連装砲2基）2隻
  - レピュブリク、パトリー
- リベルテ級（1906年、14,900トン: 30.5cm（45口径）連装砲2基）4隻
  - リベルテ（自由）、デモクラティ（民主）、ジュスティス（公平・正義）、ヴェリテ（真実）
- ダントン級（1911年、18,400トン: 30.5cm（45口径）連装砲2基、24cm（50口径）連装砲6基）6隻
  - ダントン、コンドルセ、ディドロ、ミラボー、ヴェルニョー、ヴォルテール

### 艦隊装甲艦（弩級・超弩級戦艦）
- クールベ級（1913年、23,000トン: 30.5cm連装砲6基）
  - クールベ（フランス語版、英語版）、フランス、ジャン・バール、パリ（フランス語版、英語版）
- プロヴァンス級（1915年、1100,2580トン: 34cm連装砲5基）
  - プロヴァンス、ブルターニュ、ロレーヌ
- ノルマンディー級（未成艦 25,230トン: 34cm4連装砲3基）
  - ノルマンディー、ラングドック、フランドル、ガスコーニュ、ベアルン（航空母艦として完成）
- リヨン級（未成艦 29,600トン: 34cm4連装砲4基）
  - リヨン、リール、デュケーヌ、トゥールヴィル

### 戦列艦（高速戦艦）
- ダンケルク級（1937年、26,500トン: 33cm4連装砲2基）
  - ダンケルク、ストラスブール
- リシュリュー級（1940年、35,000トン: 38cm4連装砲2基）
  - リシュリュー、ジャン・バール(二代目）、クレマンソー（未成）
- ガスコーニュ級（未成艦、35,000トン: 38cm4連装砲2基）
  - ガスコーニュ、名称未定2隻
- アルザス級（未成艦、45,000トン: 38cm4連装砲3基もしくは40.6cm3連装3基）
  - アルザス、ノルマンディー、フランドル、ブルゴーニュ

## イギリス

### 装甲艦
- ウォーリア級（英語版） 2隻
  - ウォーリア、ブラック・プリンス
- ディフェンス級（英語版）
- ヘクター級 （英語版）
- アキレス（英語版）
- マイノーター級(1863)（英語版）
- プリンス・コンソート級(1862) （英語版）
- ロイヤル・オーク（英語版）
- ロード・クライド級 （英語版）

#### 中央砲郭艦
- ロイヤル・アルフレッド（英語版）
- リサーチ（英語版）
- エンタープライズ（英語版）
- フェイバリット（英語版）
- ゼラス（英語版）
- レパルス（英語版）
- パラス（英語版）
- ベレロフォン（英語版）
- ペネロペ（英語版）
- ハーキュリーズ（英語版）
- オーディシャス級 （英語版）
- スウィフトシュア級装甲艦 （英語版）
- スルタン（英語版）
- アレクサンドラ（英語版）
- シュパーブ（英語版）
- ベライル級 （英語版）

#### 露砲塔艦
- テメレーア（英語版）

#### 砲塔艦
- モナーク（英語版）
- キャプテン（英語版）
- デヴァステーション級（1871年進水、9,330トン: 30.5cm連装砲2基、14ノット）2隻
  - デヴァステーション、サンダラー
- ドレッドノート（1879年、10,866トン: 31.8cm連装砲2基、14.52ノット）
- ネプチューン（1883年、8,964トン、31.8cm連装砲2基、14ノット）
- インフレキシブル（1881年、11,900トン: 40.6cm連装砲2基、14.7ノット）
- エイジャックス級（1883年、8,510トン: 31.8cm連装砲2基、13ノット）2隻
  - エイジャクス、アガメムノン
- コロッサス級（1886年、9,420トン: 30.5cm連装砲2基、16.5ノット）2隻
  - コロッサス、エジンバラ
- アドミラル級 5隻
  - コリンウッド（1887年、9,500トン: 30.5cm連装砲2基、16.9ノット）
  - ロドニー、ハウ、キャンパーダウン、アンソン（1888年、10,600トン: 34.3cm連装砲2基、16.9ノット）
    - 上記の4隻はロドニー級とも呼ばれる。

  - ベンボウ（1888年、10,600トン: 41.3cm単装砲2基、16.9ノット）
- ヴィクトリア級（1890年、10,470トン: 41.3cm連装砲1基、17.5ノット）2隻
  - ヴィクトリア、サンス・パレイル
- トラファルガー級（1890年、12,590トン: 34.3cm連装砲2基、16.8ノット）2隻
  - トラファルガー、ナイル

### 前弩級戦艦
- ロイヤル・サブリン級（1893年竣工、14,150トン: 34.3cm連装砲2基、16.5ノット）8隻
  - ロイヤル・サブリン（英語版）、エンプレス・オブ・インディア（英語版）、ラミリーズ（英語版）、レパルス、レゾリューション（英語版）、リヴェンジ（英語版）、ロイヤル・オーク（英語版）、フッド（英語版）
- バーフラー級（1894年竣工、10,950トン: 25.4cm連装砲2基）2隻
  - バーフラー（英語版）、センチュリオン（英語版）
- マジェスティック級（1895年竣工、14,560トン: 30.5cm連装砲2基、17ノット）9隻
  - マジェスティック、マグニフィセント、ハンニバル（英語版）、プリンス・ジョージ（英語版）、ヴィクトリアス（英語版）、ジュピター（英語版）、マース（英語版）、シーザー（英語版）、イラトリアス（英語版）
- レナウン（1897年竣工、12,350トン: 25.4cm連装砲2基）
- カノーパス級（1897年竣工、13,150トン: 30.5cm連装砲2基、18.5ノット）6隻
  - カノーパス（英語版）、グローリー（英語版）、アルビオン（英語版）、ゴライアス、オーシャン、ヴェンジャンス
- フォーミダブル級（1890年代後半、15,800トン: 30.5cm連装砲2基、18ノット）3隻
  - フォーミダブル、イレジスティブル、インプラカブル
- ロンドン級（1890年代後半、15,700トン: 30.5cm連装砲2基）5隻
  - ロンドン、ブルワーク、ヴェネラブル、クィーン（英語版）、プリンス・オブ・ウェールズ
- ダンカン級（1903年、13,270トン: 30.5cm連装砲2基）6隻
  - ダンカン（英語版）、コーンウォリス（英語版）、エクスマス（英語版）、ラッセル、アルベマール（英語版）、モンターギュー
- スウィフトシュア級（1904年竣工、11,800トン: 25.4cm連装砲2基）2隻
  - スウィフトシュア、トライアンフ
- キング・エドワード7世級（1903年、16,753トン: 30.5cm連装砲2基、23,4cm砲4門、18.5ノット）8隻
  - キング・エドワード7世、ドミニオン、コモンウェルス、ヒンドゥスタン、ニュージーランド（英語版）（後ジーランディア）、アフリカ（英語版）、ブリタニア、ハイバーニア
- ロード・ネルソン級（1907年竣工: 30.5cm連装砲2基、23.4cm砲10門）2隻
  - ロード・ネルソン（英語版）、アガメムノン

### 装甲巡洋艦
- ブラックプリンス級（1906年、13,550トン: 23cm単装砲6門、23.25ノット）2隻
  - ブラック・プリンス、デューク・オブ・エジンバラ
- アキリーズ級（1906年、13,550トン: 23cm単装砲6門、23ノット）4隻
  - アキリーズ、ウォーリア、コクラン、ナタル
- マイノーター級（1908年、14,600トン: 23cm連装砲2基、23ノット）3隻
  - マイノーター（英語版）、シャノン（英語版）、ディフェンス

### 弩級戦艦
- ドレッドノート（1906年、18,110トン: 30.5cm連装砲5基、21ノット）※「弩級」の基準となった戦艦
- ベレロフォン級（1909年、18,800トン: 30.5cm連装砲5基、21ノット）3隻
  - ベレロフォン、シュパーブ、テメレーア
- セント・ヴィンセント級（1910年、19,560トン: 30.5cm連装砲5基、21ノット）3隻
  - セント・ヴィンセント、コリンウッド、ヴァンガード
- ネプチューン（1911年、19,680トン: 30.5cm連装砲5基、22.7ノット）
- コロッサス級（1911年、20,225トン: 30.5cm連装砲5基、21ノット）2隻
  - コロッサス、ハーキュリーズ
- エジンコート（1914年、27,500トン: 30.5cm連装砲7基、22ノット）

### 超弩級戦艦
- オライオン級（1912年、22,200トン: 34.3cm連装砲5基、21ノット）※「超弩級」の基準となった戦艦
  - オライオン、モナーク、サンダラー（英語版）、コンカラー
- キング・ジョージ5世級（初代）（1912年、23,000トン: 34.3cm連装砲5基、21ノット）
  - キング・ジョージ5世（英語版）、エイジャックス（英語版）、センチュリオン（英語版）、オーディシャス
- アイアン・デューク級（1914年、25,000トン: 34.3cm連装砲5基、21.25ノット）
  - アイアン・デューク、マールバラ、ベンボウ、エンペラー・オブ・インディア
- カナダ（1915年、イギリスで建造中のチリ戦艦アルミランテ・ラトーレを購入、28,600トン: 35.6cm（45口径）連装砲5基、22.5ノット）
- エリン（1914年、22,780トン: 34.3cm連装砲5基、21ノット）
- クイーン・エリザベス級（1915年、29,150トン: 38.1cm連装砲4基、23ノット）
  - クイーン・エリザベス、ウォースパイト、バーラム、ヴァリアント、マレーヤ
- リヴェンジ級（通称: R級）（1916年、28,000トン: 38.1cm連装砲4基、23ノット）
  - リヴェンジ、レゾリューション、ラミリーズ、ロイヤル・サブリン、ロイヤル・オーク
- N3級（未成艦、48,500トン: 45.7cm3連装砲3基、23.5ノット）
  - セント・アンドリュー、セント・デーヴィッド、セント・ジョージ、セント・パトリック
- ネルソン級（1927年、33,313トン: 40.6cm3連装砲3基、23.9ノット）
  - ネルソン、ロドニー
- クイーン・エリザベス代艦級（計画艦、35,000トン: 40.6cm連装砲4基、23ノット）
- キング・ジョージ5世級（1940年、36,727トン: 35.6cm4連装砲2基+同連装砲1基、28ノット）
  - キング・ジョージ5世、プリンス・オブ・ウェールズ、デューク・オブ・ヨーク、アンソン、ハウ
- ヴァンガード（1946年、44,500トン: 38.1cm連装砲4基、31.57ノット）
- ライオン級（未成艦、42,550トン: 40.6cm3連装砲3基、28.5ノット）
  - ライオン、テメレーア、コンカラー、サンダラー
- 改ライオン級（未成艦、56,500トン: 40.6cm3連装砲3基または4基）
  - ライオン、テメレーア

### 巡洋戦艦
- インヴィンシブル級（1908年、17,373トン: 30.5cm連装砲4基、25.5ノット）
  - インヴィンシブル、インフレキシブル、インドミタブル
- インディファティガブル級（1911年、18,500トン: 30.5cm連装砲4基、25ノット）3隻
  - インディファティガブル、オーストラリア、ニュージーランド
- ライオン級（1912年、26,270トン: 34.3cm連装砲4基、27ノット、27.5ノット）3隻
  - ライオン、プリンセス・ロイアル、クイーン・メリー
- タイガー（1914年、28,430トン: 34.3cm連装砲4基、28ノット、28.7ノット）
- インコンパラブル（未成艦、46,000トン: 50.8cm連装砲3基、35ノット）
- レナウン級（1916年、27,650トン: 38.1cm連装砲3基、31.5ノット）2隻
  - レナウン、レパルス
- フッド（1920年、42,670トン: 38.1cm連装砲4基、31ノット）
- G3級（未成艦、48,400トン: 40.6cm3連装砲3基、32ノット）
  - インヴィンシブル、インフレキシブル、インドミタブル、インディファティガブル

## イタリア

### 装甲艦
- フォルミダビーレ級（1861年、2,700トン: 16.4cm鉄製ライフル砲単装16基、10ノット）2隻
  - フォルミダビーレ、テリビーレ
- プリンチペ・ディ・カリニャーノ級（1863年、3,501トン: 20.3cm鋼製ライフル砲単装10基、16.4cm鉄製ライフル砲単装12基、11ノット）3隻
  - プリンチペ・ディ・カリニャーノ、メッシナ、コンテ・ヴェルデ
- レ・ディタリア級（1864年、5,700トン: 20.3cm鋼製ライフル砲単装2基、20.3cm（72ポンド）鉄製単装砲4基、16.4cm鉄製ライフル砲単装30基、10-12ノット）2隻
  - レ・ディタリア、レ・ディ・ポルトガッロ
- レジナ・マリア・ピア級（1863年、4,268トン: 20.3cm鉄製砲4基、16.4cm鉄製ライフル砲単装22基、13ノット）4隻
  - レジナ・マリア・ピア、サン・マルチーノ、カステルフィダルド、アンコーナ
- アフォンダトーレ（1866年、4,100トン: 25.4cm（30口径）後装砲単装2基、12ノット）
- ローマ級（1869年、5,814トン: 25.4cm単装砲5基、20.3cm単装砲12基、13ノット）2隻
  - ローマ、ヴェネツィア
- パレストロ級（1866年、2,200トン: 20.3cm鉄製施条砲単装2基、20.3cm鉄製砲単装2基、8ノット）2隻
  - パレストロ、ヴァレーセ
- プリンチペ・アメデオ級（1874年、5,854トン: 27.9cm鋼鉄製施条砲単装1基、25.4cm鋼鉄製施条砲単装6基、12ノット）2隻
  - プリンチペ・アメデオ
- カイオ・ドゥイリオ級（1880年、11,140トン: 45cm（20.4口径）連装砲2基、15ノット）2隻
  - カイオ・ドゥイリオ、エンリコ・ダンドロ
- イタリア級（1885年、13,900トン: 43.1cm連装砲2基）2隻
  - イタリア、レパント
- ルッジェーロ・ディ・ローリア級（1888年、11,200トン: 43.1cm（27口径）連装砲2基）3隻
  - ルッジェーロ・ディ・ローリア、アンドレア・ドリア、フランチェスコ・モロシーニ

### 前弩級戦艦
- レ・ウンベルト級（1893年、13,300トン: 34.3cm（30口径）連装砲2基、18ノット）3隻
  - レ・ウンベルト、シチリア、サルデーニャ
- エマヌエーレ・フィリベルト級（1901年、9,800トン: 25.4cm（40口径）連装砲2基、18ノット）2隻
  - エマヌエーレ・フィリベルト、アミラーリオ・ディ・サイント・ボン

### 準弩級戦艦
- レジナ・マルゲリータ級（1904年、13,450トン: 30.5cm（40口径）連装砲2基、20.3cm（40口径）単装砲4隻、20ノット）2隻
  - レジナ・マルゲリータ、ベネデット・ブリン
- レジナ・エレナ級（1907年、12,691トン: 30.5cm（40口径）単装砲2基、20.3cm（45口径）連装砲6基）4隻
  - ヴィットリオ・エマヌエーレ、レジナ・エレナ、ナポリ、ローマ

### 装甲巡洋艦
- ピサ級（1909年、9,960トン: 25.4cm連装砲2基）2隻
  - ピサ、アマルフィ
- サン・ジョルジョ級（1910年、9,650トン: 25.4cm連装砲2基）2隻
  - サン・ジョルジョ、サン・マルコ

### 弩級戦艦
- ダンテ・アリギエーリ（1913年、19,500トン: 30.5cm3連装砲4基、23ノット）
- コンテ・ディ・カブール級（1915年、23,100トン: 30.5cm3連装砲3基、同連装砲2基、21.5ノット）3隻
  - コンテ・ディ・カブール、ジュリオ・チェザーレ、レオナルド・ダ・ヴィンチ
- カイオ・ドゥイリオ級（1915年、23,000トン: 30.5cm3連装砲3基、同連装砲2基、21ノット）2隻
  - カイオ・ドゥイリオ、アンドレア・ドリア

### 超弩級戦艦
- フランチェスコ・カラッチョロ級（1914年、34,000トン: 38.1cm（40口径）連装砲4基、28ノット）未成4隻
  - フランチェスコ・カラッチョロ、マルカントニオ・コロンナ、クリストフォロ・コロンボ、フランチェスコ・モロシーニ
- ヴィットリオ・ヴェネト級（1940年、41,000トン: 38.1cm3連装砲3基）3隻
  - リットリオ（後にイタリアと改名）、ヴィットリオ・ヴェネト、ローマ、
- インペロ（未成艦、46,215トン: 38.1cm3連装砲3基）

## スペイン

### 装甲艦
- ヌマンシア（1862年、7,190トン: 20.6cm単装砲40基、10ノット）
- テトゥアン（1862年、6,200トン: 20.6cm単装砲41基、10ノット）
- アラプリーズ（1863年、5,500トン: 25.4cm（15口径）単装砲2基、20.3cm（15口径）単装砲5基、20cm単装砲10基、12ノット）
- ビトリア（1864年、7,135トン: 20.6cm単装砲30基、12ノット）
- ザラゴザ（1866年、5,530トン: 20.6cm単装砲21基、10ノット）
- サグント（1868年、7,352トン: 20.6cm単装砲30基、8ノット）
- メンデス・ヌニェス（1868年、3,380トン: 20.6cm単装砲12基、8ノット）

### 前弩級戦艦
- ペラヨ（1888年、9,745トン: 32cm（35口径）単装砲2基、28cm（35口径）単装砲2基、設計と重要部品は仏国製）

### 装甲巡洋艦
- クリストーバル・コロン（1897年、6,840トン: 24cm（42口径）単装砲2基、19.5ノット）
- インファンタ・マリア・テレサ級（1893年、6,890トン: 28cm（35口径）単装砲2基、20.25ノット）3隻

インファンタ・マリア・テレサ（Infanta Maria Theresa）、ビスカヤ（Vizcaya）、アルミランテ・オクェンド （Almirante Oquendo）
- エンペラドル・カルロス5世 （1898年、9,235トン: 28cm（35口径）単装砲2基、20.0ノット）
- プリンセサ・デ・アストゥリアス級（?年、6,500トン: 24cm（42口径）単装砲2基、18.0ノット）3隻

プリンセサ・デ・アストゥリアス（Princesa de Asturias）、カルデナル・シスネロス（Cardenal Cisneros）、カタルーニャ（Cataruña）

### 弩級戦艦
- エスパーニャ級（1913年、15,452トン: 30.5cm連装砲4基、19.5ノット、設計と重要部品は英国製）
  - エスパーニャ、アルフォンソ13世、ハイメ1世

## オスマン帝国/トルコ

### 装甲艦
（外国からの購入順）
- オスマニイェ級（1863年、6,400トン: 22.9cm単装砲1基、12ノット）4隻
  - オスマニイェ、マフムディイェ、オルハニイェ、アブデュルアズィズ（後に「アジィズェ」に改名）
- フフズッラマーン級（1869年、2,640トン: 20.3cm（14.8口径）連装砲2基、17.8cm（15.9口径）連装砲1基、12ノット）2隻
  - フフズッラマーン、ルフティ・デジェリ
- アサル・テヴフィク（1870年、4,687トン: 22.9cm単装砲8基、13ノット）
- アーサール・シェヴケド級（1869年、2,047トン: 22.9cm（13.9口径）単装砲1基、17.8cm（15.9口径）単装砲4基、12ノット）2隻
  - アーサール・シヴシュケド、ニジュミ・シヴシュケド
- アヴニッラー級（1870年、2,362トン: 22.9cm（13.9口径）単装砲4基、12ノット）2隻
  - アヴ・ニッラー、ムイーニ・ザファー
- フェトヒ・ビュレント級（1871年、2,761トン: 22.9cm（13.9口径）単装砲4基、13ノット）2隻
  - フェトヒ・ビュレント、ムカッデメイ・ハユル
- イジャリィエ（1872年、3,266トン: 22.9cm（13.9口径）単装砲2基、12ノット）
- メスディイェ級（1875年、9,120トン: 25.4cm（14.5口径）単装砲12基、13.7ノット）2隻
  - メスディイェ、マフムディェ
- ペイキ・シャリーフ級（1875年、9,120トン: 30.5cm（13.5口径）単装砲4基、13.0ノット）2隻
  - ペイキ・シャリーフ、ブルーディ・ザッファ
- ハミディイェ（1875年、9,120トン: 22.9cm（13.9口径）単装砲4基、13.0ノット）

### 前弩級戦艦
- トゥルグート・レイス級（ドイツからブランデンブルク級戦艦2隻を1910年に購入、10,013トン: 28cm（40口径）連装砲2基、28cm（35口径）連装砲1基、16ノット）
  - バルバロス・ヘイレッディン（旧: クルフュルスト・フリードリヒ・ヴィルヘルム（ドイツ語版））、トゥルグット・レイス（旧: ヴァイセンブルク（ドイツ語版））

### 巡洋戦艦
- ヤウズ・スルタン・セリム（ドイツから「ゲーベン」を1914年に購入、22,734トン: 28.3cm（50口径）連装砲5基、28ノット）

## ロシア帝国/ソビエト連邦/ロシア連邦

### 装甲艦
- ペルヴェネツ級（1864年、3,277トン: 20.3cm砲6門、10ノット）3隻
  - ペルヴェネツ、ネトロン・メニア、クレムル
- ウラジミール・モノマフ（1883年、5,574トン: 20.3cm単装砲4基、15.8ノット）
- ドミトリー・ドンスコイ（1885年、6,590トン: 20.3cm単装砲2基、16.5ノット）
- アドミラル・ナヒモフ（1888年、6,590トン: 20.3cm連装砲4基、17ノット）
- リューリク（I）（1895年、11,690トン: 20.3cm単装砲4基、18.7ノット）

### モニター艦
- ピョートル・ヴェリキー（1876年、10,406トン: 30.5cm連装砲2基、14ノット）

### 海防戦艦
- インペラトリッツァ・エカテリーナ2世級（1890年、10,250トン:30.5cm連装砲3基、15ノット）4隻
  - インペラトリッツァ・エカテリーナ2世、チェスマ、シノブ、ゲオルギー・ポピエドノセッツ
- インペラートル・アレクサンドル2世級（英語版）（1891年、9,500トン:30.5cm連装砲1基、15.3ノット）2隻
  - インペラートル・アレクサンドル2世、インペラートル・ニコライ1世
- ドヴィエナザット・アポストロフ（1892年、8,079トン: 30.5cm連装砲2基、15.7ノット）
- ガングート（1894年、6,590トン: 30.5cm単装砲1基、14.7ノット）
- ナヴァリン（1896年、10,206トン: 30.5cm連装砲2基、15.5ノット）
- トリ・スヴィティリア（1896年、12,480トン: 30.5cm連装砲2基、17ノット）
- シソイ・ヴェリキィー（1896年、10,400トン: 30.5cm連装砲2基、15.7ノット）
- アドミラル・ウシャコフ級（1895-1899年、5,971トン: 25.4cm連装砲2基、16ノット）3隻
  - アドミラル・ウシャコフ、アドミラル・セニャーウィン、ゲネラル＝アドミラル・アプラクシン

### 前弩級戦艦
- ペトロパブロフスク級（1898-1899年、11,354トン:30.5cm連装砲2基、16.5ノット）3隻
  - ペトロパヴロフスク、セヴァストーポリ、ポルタワ
- ロスティスラブ（1899年、8,860トン:25.4cm連装砲2基、15.6ノット）
- ペレスヴェート級（1901年、12.683トン: 25.4cm連装砲2基、18.5ノット）3隻
  - ペレスヴェート、オスリャービャ、ポベーダ
- クニャージ・ポチョムキン・タウリチェスキー（1903年、12,582トン: 30.5cm連装砲2基、16.6ノット）
  - 1905年10月9日にパンテレモンと改名、1917年3月にポチョムキンと改名、同年5月11日にポレツ・ザ・ズヴォボドゥと改名。
- レトヴィザン（1901年、12,900トン: 30.5cm連装砲2基、18ノット）
- ツェサレーヴィチ（1903年、12,915トン: 30.5cm連装砲2基、18.5ノット）
- ボロジノ級（1903-1905年、13,516トン: 30.5cm連装砲2基、17.8ノット）5隻
  - ボロジノ、インペラートル・アレクサンドル3世、オリョール、クニャージ・スヴォーロフ、スラヴァ

### 準弩級戦艦
- エフスターフィイ級（1910年、12,840トン: 30.5cm連装砲2基、20.3cm単装砲4基、16.5ノット）2隻
  - エフスターフィイ、イオアン・ズラトウースト
- インペラートル・パーヴェル1世級（1910年、17,400トン: 30.5cm連装砲2基、20.3cm連装砲4基+同単装砲6基、17.5ノット）2隻
  - インペラートル・パーヴェル1世（英語版）、アンドレイ・ペルウォスワニ（英語版）

### 装甲巡洋艦
- ロシア（1897年、12,580トン: 20.3cm単装砲4基、19.7ノット）
- グロモボーイ（1900年、12,455トン: 20.3cm単装砲4基、20ノット）
- バヤーン級（1908～1911年、7780～7835トン:20.3cm単装砲2基、21～22ノット）4隻
  - バヤーン、バヤーン（英語版）、アドミラル・マカロフ、パルラーダ
- リューリク（II）（1909年、16,930トン: 25.4cm連装砲2基、20.3cm連装砲4基、21.4ノット）

### 弩級戦艦
- ガングート級（1914年、23,360トン: 30.5cm3連装4基、23ノット）4隻
  - ガングート、ペトロパブロフスク、ポルタヴァ、セバストーポリ
- インペラトリッツァ・マリーヤ級（1915年、22,600トン: 30.5cm3連装4基、21ノット）3隻
  - インペラトリッツァ・マリーヤ（英語版）、インペラトリッツァ・エカテリーナ2世、インペラートル・アレクサンドル3世

### 巡洋戦艦（ミサイル原子力重巡洋艦）
- キーロフ級（ 1977〜1989年、24,300トン: P-700グラニート対艦ミサイル20基、30ノット）5隻
  - キーロフ（英語版）（後アドミラル・ウシャコフ）、フルーンゼ（後アドミラル・ラーザリェフ）、カリーニン（英語版）（後アドミラル・ナヒーモフ）、ユーリイ・アンドローポフ（後ピョートル・ヴェリーキイ）、ジュルジンスキー（未成、後アドミラル・クズネツォフ、名前は航空母艦に引き継がれる）
  - ソビエト海軍での呼称は、「重ロケット巡洋艦」。20センチ以上の主砲はないが、一部文献に「巡洋戦艦」として分類されている記述が見られる。

### 計画・未成戦艦
- インペラートル・ニコライ1世（1914年、27,300トン: 30.5cm3連装4基）
- ボロディノ級（1915年、32,500トン: 35.6cm3連装4基、26.5ノット）4隻
  - ボロディノ、イズマイル、キンブルン、ナワーリン
- ソビエツキー・ソユーズ級（1938年、59,150トン: 40.6cm3連装3基、28ノット）4隻
  - ソビエツキー・ソユーズ、ソビエッカヤ・ウクライナ、ソビエッカヤ・ベロルーシア、ソビエッカヤ・ロシア
- プロジェクト24級（1941年、75,000トン: 40.6cm3連装3基、30ノット）2隻
- クロンシュタット級（1939年、35,240トン: 30.5cm3連装3基、33ノット）4隻
  - クロンシュタット、セヴァストーポリ、名称未定2隻
- スターリングラード級（1953年、38,540トン: 30.5cm3連装3基、37ノット）7隻
  - スターリングラード、モスクワ、クロンシュタット、名称未定4隻

### 貸与・賠償戦艦
- アルハンゲリスク（1916年、29,150t: 38.1cm連装4基、23ノット）
  - イギリス海軍の超弩級戦艦リヴェンジ級ロイヤル・サブリンを貸与された。
- ノヴォロシースク（1915年、26,140トン: 32cm3連装砲3基、同連装砲2基、27ノット）
  - イタリア海軍の超弩級戦艦コンテ・ディ・カブール級ジュリオ・チェーザレを賠償艦として取得した。

## デンマーク

### 装甲艦
- ダーネブログ（1853年建造の木造戦列艦を1864年に装甲艦へ改装、3,057トン: 60ポンド単装カノン砲12基、8.7ノット）
- デンマーク（1864年、4,770トン: 60ポンド単装カノン砲20基、11ノット）
- ペダー・スクラム（1866年、3,370トン: 60ポンド単装カノン砲6基、24ポンド単装カノン砲8基、11.5ノット）
- オーディン（1874年、3,232トン: 25.4cm単装砲4基、12ノット）

### モニター艦
- ロルフ・クラケ（1863年、1,360トン: 20.3cm（60ポンド）連装砲2基、8ノット）
- リンドルメン（1869年、2,105トン: 22.8cm連装砲1基、12ノット）
- ゴーム（1872年、2,350トン: 25.4cm連装砲1基、12.5ノット）

### 海防戦艦
- イーヴァ・ヴィトフェルト（Iver Hvitfeldt）（1887年、3,450トン: 26cm単装砲2基、15ノット）
- スキョル（1897年、2,195トン: 24cm単装砲1基、13.4ノット）
- ヘルゴラン（1879年、5,480トン: 30.5cm（22口径）単装砲1基、26cm（22口径）単装砲4基、13.7ノット）
- ヘルルフ・トロル級（1901年、3,650トン: 24cm単装砲2基、15.6ノット）
  - ヘアロフ・トロレ、オルファト・フィシャ、ピーザ・スクラム
- ニールス・ユール（1923年、3,400トン: 15cm単装速射砲15基、16ノット）

## ルーマニア

### モニター艦
- ミハイル・コガルニセアヌ  (1907年, 680トン, 12cm単装砲3門, 13ノット)

## 大日本帝国/日本国

### 装甲艦
- 東（1871年購入、1,358トン、28cm前装填式滑腔砲単装4基、10.5ノット）
- 扶桑（1879年、3,717トン、24cm単装砲4基、13ノット）

### 前弩級戦艦
- 富士型（1897年、12,320-12,533トン: 30.5cm連装砲2基、18ノット）
  - 富士、八島
- 敷島型（1900年-1902年、14,850-15,200トン: 30.5cm連装砲2基、18ノット）
  - 敷島、朝日、初瀬、三笠
- 香取型（1906年、15,950-16,400トン: 30.5cm連装砲2基、25.4cm単装砲4基、19-20ノット）
  - 香取、鹿島
- 薩摩型（1910年、19,372-20,100トン: 30.5cm連装砲2基、25.4cm砲12門、18-20ノット）
  - 薩摩、安芸

### 装甲巡洋艦
- 筑波型（1907年-1908年、13,750トン: 30.5cm連装砲2基、20.5ノット）
  - 筑波、生駒
- 鞍馬型（1907年-1911年、14,636トン: 30.5cm連装砲2基、20.3cm連装砲4基、20.5-21.5ノット）
  - 鞍馬、伊吹

### 戦利艦
- 鎮遠（1885年、ドイツのフルカン造船所にて清国軍艦として竣工、7,220トン: 30.5cm連装砲2基、14.5ノット）
- 壱岐（1891年、ロシア戦艦インペラートル・ニコライ1世として竣工、9,672トン: 30.5cm連装砲1基、15.5ノット）
- 見島、沖島（1896・1899年、ロシア海防戦艦アドミラル・セニャーウィンおよびゲネラル＝アドミラル・アプラクシンとして竣工、5,971トン: 25.4cm連装砲2基）
- 丹後（1898年、ロシア戦艦ポルタワとして竣工、10,960トン: 30.5cm連装砲2基、16.5ノット）
- 相模、周防（1901年、ロシア戦艦ペレスヴェートおよびポベーダとして竣工、12,674トン: 25.4cm連装砲2基、19ノット）
- 肥前（1902年、ロシア戦艦レトウィザンとして竣工、12,700トン: 30.5cm連装砲2基、18ノット）
- 石見（1904年、ロシア戦艦オリョールとして竣工、13,516トン: 30.5cm連装砲2基、17.6ノット）

### 弩級戦艦
- 河内型（1912年、20,800トン: 30.5cm連装砲6基、20ノット）
  - 河内、摂津

### 超弩級戦艦
- 金剛型（1913年、26,330トン: 35.6cm連装砲4基、27.5ノット）4隻
  - 金剛、比叡、榛名、霧島
- 扶桑型（1915年、29,330トン: 35.6cm連装砲6基、22.5ノット) 2隻
  - 扶桑、山城
- 伊勢型（1917年、29,900トン: 35.6cm連装砲6基、23ノット）2隻
  - 伊勢、日向
- 長門型（1920年、32,720トン: 41cm連装砲4基、26.5ノット）2隻
  - 長門、陸奥
- 加賀型（未成艦、39,900トン: 41cm連装砲5基、27ノット）2隻
  - 加賀（航空母艦として完成）、土佐
- 天城型（未成艦、36,500トン: 41cm連装砲5基、30ノット）4隻
  - 天城、赤城（航空母艦として完成）、愛宕、高雄
- 紀伊型（計画艦、42,600トン: 41cm連装砲5基、29.5ノット）4隻
  - 紀伊、尾張、十一号艦（予定艦名: 駿河）、十二号艦（予定艦名: 近江）
- 13号艦型（計画艦、47,500トン: 46cm連装砲4基、30ノット）4隻
  - 13号艦、14号艦、15号艦、16号艦
- 金剛代艦（計画艦）
- 大和型（1941年、63,980トン: 46cm3連装砲3基、27ノット）4隻
  - 大和、武蔵、信濃（航空母艦として完成）、111号艦（未成艦）
- 改大和型（計画艦、63,980トン: 46cm3連装砲3基、27ノット）1隻
  - 797号艦
- 超大和型（計画艦、約69,000トン: 51cm連装砲3基、27ノット）6隻
  - 798号艦、799号艦、艦名未定4隻
- 五十万トン戦艦 (計画艦、約500,000トン: 41cm連装砲50基、42ノット)

## ドイツ

### 装甲海防艦
- プロイセン級（1876年、6,820トン: 26cm砲4門）3隻
  - プロイセン(後サターン)、フリードリッヒ・デア・グロッセ、グローサー・クルフュルスト
- ザクセン級（1878年、7,630トン: 26cm単装砲6基）4隻
  - ザクセン、バイエルン、ヴュルテンベルク、バーデン

### 海防戦艦
- ジークフリート級（ドイツ語版）（1890年、3,500トン: 24cm砲3門）6隻
  - ジークフリート（ドイツ語版）、ベイオウルフ（ドイツ語版）、フリットヨフ（ドイツ語版）、ヘイルダム（ドイツ語版）、ヒルデブラント（ドイツ語版）、ハーゲン
- オーディン級（英語版）（1896年、3,550トン: 24cm砲3門）2隻
  - オーディン（ドイツ語版）、エーギル（ドイツ語版）

### 前弩級戦艦
- ブランデンブルク級（1894年、10,000トン: 28.3cm連装砲3基）4隻
  - クルフュルスト・フリードリヒ・ヴィルヘルム（ドイツ語版）、ブランデンブルク（ドイツ語版）、ヴァイセンブルク（ドイツ語版）、ヴェルト（ドイツ語版）
- カイザー・フリードリヒ3世級（1898年、11,000トン: 24cm連装砲2基）5隻
  - カイザー・フリードリヒ3世（ドイツ語版）、カイザー・ヴィルヘルム2世（ドイツ語版）、カイザー・ヴィルヘルム・デア・グロッセ（ドイツ語版）、カイザー・カール・デア・グロッセ（ドイツ語版）、カイザー・バルバロッサ（ドイツ語版）
- ヴィッテルスバッハ級（1902年、11,800トン: 24cm連装砲2基）5隻
  - ヴィッテルスバッハ（ドイツ語版）、ヴェッティン（ドイツ語版）、ツェーリンゲン（ドイツ語版）、シュヴァーベン（ドイツ語版）、メクレンブルク（ドイツ語版）
- ブラウンシュヴァイク級（1904年、13,200トン: 28.3cm連装砲2基）5隻
  - ブラウンシュヴァイク（ドイツ語版）、エルザース（ドイツ語版）、ヘッセン（ドイツ語版）、プロイセン（ドイツ語版）、ロートリンゲン（ドイツ語版）
- ドイッチュラント級（1906年、13,200トン: 28.3cm連装砲2基）5隻
  - ドイッチュラント、ハノーファー（ドイツ語版）、ポンメルン、シュレジェン、シュレスヴィヒ・ホルシュタイン
  - シュレジェン、シュレスヴィヒ・ホルシュタインの2隻は第二次大戦にも参加。

### 装甲巡洋艦
- ヴィクトリア・ルイーゼ級（1889年、5,660-5,885トン: 21cm単装砲2基、19ノット）
  - ヴィクトリア・ルイーゼ（ドイツ語版）、ヘルタ（ドイツ語版）、フライア（ドイツ語版）、ヴィネタ（ドイツ語版）、ハンザ
- フュルスト・ビスマルク（1900年、10,700トン: 24cm連装砲2基、18.7ノット）
- プリンツ・ハインリヒ（1902年、8,890トン: 24cm単装砲2基、19.9ノット）
- プリンツ・アーダルベルト級（1903年、9,090トン: 21cm連装速射砲2基、20.4ノット）
  - プリンツ・アーダルベルト、フリードリヒ・カール
- ローン級（1905年、9,550トン: 21cm連装速射砲2基、21.1ノット）
  - ローン、ヨルク
- シャルンホルスト級（1907年、11,610トン: 21cm連装速射砲2基+同単装砲4基、23.5ノット）
  - シャルンホルスト、グナイゼナウ
- ブリュッヒャー（1909年、15,840トン: 21cm連装速射砲6基、25.4ノット）

### 弩級戦艦・超弩級戦艦
- ナッサウ級（1910年、18,000トン: 28.3cm連装砲6基、19ノット）
  - ナッサウ（ドイツ語版）、ヴェストファーレン、ラインラント、ポーゼン
- ヘルゴラント級（1911年、22,000トン: 30.5cm連装砲6基、20.5ノット）
  - ヘルゴランド、オストフリースラント（ドイツ語版）、テューリンゲン、オルデンブルク（ドイツ語版）
- カイザー級（1912年、25,000トン: 30.5cm砲連装砲5基、21ノット）
  - カイザー、フリードリヒ・デア・グローセ、カイゼリン（ドイツ語版）、ケーニヒ・アルベルト（ドイツ語版）、プリンツレゲント・ルイトポルト（ドイツ語版）
- ケーニヒ級（1915年、25,000トン: 30.5cm連装砲5基、21ノット）
  - ケーニヒ、グローサー・クルフュルスト、マルクグラーフ、クローンプリンツ・ヴィルヘルム（ドイツ語版）
- バイエルン級（1916年、28,000トン: 38.1cm連装砲4基、22ノット）
  - バイエルン、バーデン（ドイツ語版）、ヴュルテンベルク（ドイツ語版）（未成）
- ザクセン級（未成艦、28,600トン: 38.1cm連装砲4基、22.5ノット）
  - ザクセン（ドイツ語版）

### 巡洋戦艦
- フォン・デア・タン（1910年、19,000トン: 28.3cm連装砲4基）
- モルトケ級（1910年、19,000トン: 28.3cm連装砲5基）
  - モルトケ、ゲーベン
- ザイドリッツ（1913年、24,000トン: 28.3cm連装砲5基）
- デアフリンガー級（1914年、26,000トン: 30.5cm連装砲4基）
  - デアフリンガー、リュッツォウ、ヒンデンブルク
- マッケンゼン級（未成艦、31,000トン: 35cm連装砲4基、27ノット）
  - マッケンゼン（ドイツ語版）、プリンツ・アイテル・フリードリヒ、フュルスト・ビスマルク、グラーフ・シュペー（ドイツ語版）
- ヨルク代艦級（未成艦、33,500トン: 38.1cm連装砲4基、27.3ノット）
  - ヨルク代艦、グナイゼナウ代艦、シャルンホルスト代艦

### 第一次世界大戦後に建造された艦
- ドイッチュラント級（ポケット戦艦）（1933年、11,000トン: 28.3cm3連装砲2基、28.5ノット）
  - ドイッチュラント（のちにリュッツォウと改名）、アドミラル・シェーア、アドミラル・グラーフ・シュペー
- 装甲艦（未成艦、19,900トン: 28.3cm三連装砲2基、29ノット）2隻
  - D、E
- シャルンホルスト級（1938年、34,814トン: 28.3cm3連装砲3基、33ノット）
  - シャルンホルスト、グナイゼナウ
- ビスマルク級（1940年、41,700トン: 38.1cm連装砲4基、30.8ノット）
  - ビスマルク、ティルピッツ
- H39級（未成艦、57,617トン: 40.6cm連装砲4基、30.4ノット）6隻
  - H (フリードリッヒ・デア・グロッセ)、J (グロース・ドイッチュランド)、K、L、M、N
- H40A級（計画艦、65,600トン: 40.6cm連装砲3基、30.4ノット）
- H40B級（計画艦、70,000トン: 40.6cm連装砲4基、30.4ノット）
- H41級（計画艦、68,800トン: 42cm連装砲4基、28.8ノット）
- H42級（計画艦、90,000トン: 48cm連装砲4基、32.2ノット）
- H43級（計画艦、111,000トン: 48cm連装砲4基、31ノット）
- H44級（計画艦、131,000トン: 50.8cm連装砲4基、30.1ノット）
- H45級（計画艦、627,843トン: 80cm連装砲4基、30ノット）
- O級（未成艦、31,152トン: 38.0cm連装砲3基、33.5ノット）3隻
  - O、P、Q
- P級（未成艦、23,700トン: 28.3cm連装砲3基（または3連装砲2基）、34ノット）12隻
  - P1、P2、P3、P4、P5、P6、P7、P8、P9、P10、P11、P12

## 清

### 装甲艦
- 定遠級（1885年、7,144トン: 30.5cm（20口径）連装砲2基）2隻
  - 定遠、鎮遠

## オーストリア/オーストリア=ハンガリー

### 装甲艦
- ドラッヘ級（1862年進水、2,750トン：22.9cm（13.9口径）単装砲18基）2隻
  - ドラッヘ（英語版）、サラマンダー（英語版）
- エルツヘルツォーク・フェルディナント・マックス級装甲艦（1865年進水、5,130トン：17.8cm（-口径）単装砲18基）2隻
  - エルツヘルツォーク・フェルディナント・マックス（英語版）、ハプスブルク（英語版）
- クローンプリンツェシン・エルツヘルツォーギン・シュテファニー（英語版）（1887年進水、5,000トン）
- クローンプリンツ・エルツヘルツォーク・ルドルフ（1887年進水、6,829トン:30.5cm（35口径）単装砲3基）

### 海防戦艦
- モナルヒ級（1898年、5,547トン: 24cm（40口径）連装砲2基）3隻
  - モナルヒ（英語版）、ウィーン（英語版）、ブダペスト（英語版）

### 前弩級戦艦
- ハプスブルク級（1898年、8,232トン: 24cm（40口径）連装砲1基、同単装砲1基）3隻
  - ハプスブルク、バベンベルク（英語版）、アルパード（英語版）
- エルツヘルツォーク・カール級（1906年、10,472トン: 24cm（40口径）連装砲2基）3隻
  - エルツヘルツォーク・カール（英語版）、エルツヘルツォーク・フェルデナント・マックス（英語版）、エルツヘルツォーク・フリードリヒ（英語版）
- ラデツキー級（1910年、14,500トン: 30.5cm（45口径）連装砲2基）3隻
  - ラデツキー（英語版）、ズリーニ、エルツヘルツォーク・フランツ・フェルディナント（英語版）

### 弩級戦艦
- テゲトフ級（1912年、21,730トン: 30.5cm3連装砲4基、20.3ノット）
  - フィリブス・ウニティス、テゲトフ、プリンツ・オイゲン、シュツェント・イストファン

### 超弩級戦艦
- エルザッツ・モナルヒ級（未成艦、24,500トン: 35cm3連装砲2基+同連装砲2基、21ノット）3隻
  - エルザッツ・モナルヒ、フニャディ、グラーフ・ダウン

## ギリシャ

### 装甲艦
- ヴァシリッサ・オルガ（1870年進水、2,030トン：22.9cm単装砲4門、10ノット）

### 海防戦艦
- イドラ級（1889年、4,850トン: 26.9cm単装砲3門、17ノット）3隻
  - イドラ（英語版）、スペツァイ（英語版）、プサラ

### 装甲巡洋艦
- イェロギオフ・アヴェロフ（1911年、9,832トン: 23.4cm（47口径）連装砲2基、19cm（45口径）連装砲4基、23ノット）

### 準弩級戦艦
- キルキス級（1914年にアメリカ海軍のミシシッピ級戦艦を購入、13,000トン: 30.5cm（45口径）連装砲2基、20.3cm（45口径）連装砲2基、17ノット）2隻
  - キルキス、レムノス

### 超弩級戦艦
- サラミス（未成艦、ドイツで1914年建造中止、19,500トン: 35.6cm連装砲4基、20.8ノット）
- ヴァシレフス・コンスタンチノス（未成艦、フランスで1916年建造中止、23,230トン: 34cm連装砲5基、20.0ノット）

## スウェーデン

### 海防戦艦
- スヴェア級（1889年）3隻
  - スヴェア、イェータ、トゥーレ
- オーディン級（1896年）3隻
  - オーディン、トール、ニォルド
- ドリスティヘテン（スウェーデン語版、英語版）（1900年）
- アラン級（1902年、3650トン: 21cm単装砲2基、17.2ノット 4隻
  - アラン、ヴァーサ、タッパレーテン、マンリゲーテン（スウェーデン語版）
- オスカー2世（1907年、4,650トン: 21cm単装砲2基、18.5ノット）
- スヴァリイェ級（1917年、7,820トン: 28.3cm連装砲2基、22.5ノット）3隻
  - スヴァリイェ（スウェーデン語版）、ドロットニング・ヴィクトリア（スウェーデン語版）、グスタフ5世（スウェーデン語版）

### 弩級戦艦
- 1940年戦艦試案（未成、15,645トン: 28.3cm連装砲3基、22ノット）

## オランダ

### 海防戦艦
- レオニエル・クラッセン（1890年、2,440トン: 20.8cm（35口径）単装砲1門、12.5ノット）
- エヴェルトセン級（英語版）（1893年、3,464トン: 20.8cm（35口径）単装砲2門、16ノット）3隻
  - エヴェルトセン（英語版）、ピートハイン（英語版）、コルテノール（英語版）
- コーニンギン・レヘンテス級（1899年、5,002トン: 24cm（40口径）単装砲2門、16.5ノット）3隻
  - コーニンギン・レヘンテス（英語版）、デ・ロイテル（英語版）、ヘルトフ・ヘンドリーク
- マルテン・ハルペルッツォーン・トロンプ（1902年、5,210トン: 24cm（40口径）単装砲2門、16.5ノット）
- ヤコブ・ファン・ヘームスケルク（1908年、5,000トン: 24cm（40口径）単装砲2門、16.5ノット）
- デ・ゼーヴェン・プロヴィンシェン（1910年、5,644t: 28.3cm（42.5口径）単装砲2基、16ノット）

### 超弩級戦艦
- オランダの戦艦建造計画（1914年度計画（未成）、20,888トン：35.6cm砲8門、22ノット）9隻

### 巡洋戦艦
- 1940年度巡洋戦艦試案（1940年計画（未成）、27,950トン: 28.3cm砲9門、34ノット）3隻

## アメリカ合衆国

### 装甲艦
- テキサス（1895年 6,316t: 30.5cm砲単装2基 17.8ノット）
- メイン（1895年 6,682t: 25.4cm砲連装2基 16.45ノット）

### 前弩級戦艦
- インディアナ級（1895〜1896年 10,288t: 33cm砲連装2基 15ノット）3隻
  - インディアナ、マサチューセッツ、オレゴン
- アイオワ（1897年 11,346t: 30.5cm砲連装2基 17ノット）
- キアサージ級（1900年 11,520t: 33cm砲連装2基 16ノット）2隻
  - キアサージ、ケンタッキー
- イリノイ級（1901年 11,565t: 33cm砲連装2基 17ノット）3隻
  - イリノイ、アラバマ、ウィスコンシン
- メイン級（1902〜1904年 12,500t: 30.5cm砲連装2基 18ノット）3隻
  - メイン、ミズーリ、オハイオ

### 準弩級戦艦
- バージニア級（1906年 14,980t: 30.5cm砲連装2基 19ノット）5隻
  - バージニア、ネブラスカ、ジョージア、ニュー・ジャージー、ロードアイランド
- コネチカット級（1906〜1908年 16,000t: 30.5cm砲連装2基 18ノット）6隻
  - コネチカット、ルイジアナ、バーモント、カンザス、ミネソタ、ニューハンプシャー
- ミシシッピ級（1908年 13,000t: 30.5cm砲連装2基 17.11ノット）2隻
  - ミシシッピ、アイダホ

### 弩級戦艦
- サウスカロライナ級（1910年 16,000t: 30.5cm砲連装4基 18.86ノット）2隻
  - サウスカロライナ、ミシガン
- デラウェア級（1910年 20,380t 30.5cm砲連装5基 21ノット）2隻
  - デラウェア、ノースダコタ
- フロリダ級（1911年 21,825t 30.5cm砲連装5基 20.8ノット）2隻
  - フロリダ、ユタ
- ワイオミング級（1912年 27,243t: 30.5cm砲連装6基 20.5ノット）2隻
  - ワイオミング、アーカンソー

### 超弩級戦艦
- ニューヨーク級（1914年 27,000t: 35.6cm砲連装5基 21ノット）2隻
  - ニューヨーク、テキサス
- ネバダ級（1916年 27,500t: 35.6cm砲三連装2基 同連装2基 20.5ノット）2隻
  - ネバダ、オクラホマ
- ペンシルベニア級（1916年 31,400t: 35.6cm砲三連装4基 21ノット）2隻
  - ペンシルベニア、アリゾナ
- ニュー・メキシコ級（1918〜1919年 32,000t: 35.6cm砲三連装4基 21nノット）3隻
  - ニューメキシコ、ミシシッピ、アイダホ
- テネシー級（1919〜1920年 32,600t: 35.6cm砲三連装4基 21ノット）2隻
  - テネシー、カリフォルニア
- コロラド級（1923年 32,500t: 40,6cm砲連装4基 21ノット）3隻（1隻建造中止)
  - コロラド、メリーランド 、ウェストバージニア、ワシントン（建造中止）
- サウスダコタ級 (1920)（未成艦 43,200t: 40.6cm砲三連装4基 23ノット）0隻（6隻建造中止）
  - サウスダコタ、インディアナ、モンタナ、ノースカロライナ、アイオワ、マサチューセッツ
- ティルマンの巨大戦艦（英語版）
  - ティルマンI（計画艦 70,000t: 40.6cm砲三連装4基 26.5ノット）
  - ティルマンII（計画艦 70,000t: 40.6cm砲六連装4基 26.5ノット）
  - ティルマンIII（計画艦 63,500t: 40.6cm砲三連装4基 30ノット）
  - ティルマンIV（計画艦 80,000t: 40.6cm砲六連装4基 25.2ノット）
  - ティルマンIV－I（計画艦 80,000t: 45.7cm砲三連装1基 同連装5基 25.2ノット）
  - ティルマンIV－II（計画艦 80,000t: 45.7cm砲三連装5基 25.2ノット）
- ノースカロライナ級（1941年 35,000t: 40.6cm砲三連装3基 27ノット）2隻
  - ノースカロライナ、ワシントン
- サウスダコタ級 (1939)（1942年 35,000t: 40.6cm砲三連装3基 27.5ノット）4隻
  - サウスダコタ、インディアナ、マサチューセッツ、アラバマ
- アイオワ級（1943〜1944年 45,000t: 40.6cm砲三連装3基 33ノット）4隻（2隻建造中止）
  - アイオワ、ニュージャージー、ミズーリ、ウィスコンシン、イリノイ（建造中止）、ケンタッキー（建造中止）
- モンタナ級（未成艦 60,500t: 40.6cm砲連装4基 28ノット）0隻（5隻建造中止）
  - モンタナ、オハイオ、メイン、ニューハンプシャー、ルイジアナ

### アーセナル・シップ
- アーセナル・シップ（計画艦 約20,000t: VLS約500セル 22ノット）0隻（5隻計画中止）
  - ミサイル搭載能力に全ての性能を特化させた前例のない艦種だが、一部文献に「21世紀の戦艦」という記述が見られる。

### 巡洋戦艦
- レキシントン級（未成艦 43,500t: 40.6cm砲連装4基 33.3ノット）0隻（4隻建造中止、2隻種別変更）
  - コンステレーション、レンジャー、コンスティテューション、ユナイテッド・ステーツ → 建造中止
  - レキシントン、サラトガ → 航空母艦へ
- アラスカ級（1944年 29,000t: 30.5cm砲三連装3基 31.4ノット）6隻（3隻建造中止）
  - アラスカ、グアム、ハワイ
  - フィリピンズ、プエルトリコ、サモア → 建造中止

アラスカ級は正式にはCB（大型巡洋艦）で巡洋戦艦の艦種記号CC（巡洋戦艦）ではないのでアメリカ海軍公式では巡洋戦艦ではないが世界的に見ると分類されることが多い

## ブラジル

### 装甲艦
- リアチュエロ（1883年、5,580トン: 22.9cm連装砲2基、16.7ノット、英国製）
- アキダバン（1885年、5,029トン:  23.4cm連装砲2基、15.8ノット、英国製）

### 弩級戦艦
- ミナス・ジェライス級（1913年、19,281トン: 30.5cm連装砲6基、21ノット）
  - ミナス・ジェライス、サン・パウロ

## アルゼンチン

### モニター
- エル・プラタ級（1875年、1,500トン: 19.8cm連装砲1基、9.5ノット）
  - エル・プラタ（スペイン語版、英語版）、ロス・アンデス（スペイン語版、英語版）

### 装甲艦
- アルミランテ・ブラウン（1879年、4,200トン: 20.3cm単装砲8基、14ノット）

### 海防戦艦
- インデペンデンシア級（1889年、2,330トン: 24cm単装砲2基、14.2ノット）
  - インデペンデンシア（スペイン語版、英語版）、リベルタ（スペイン語版、英語版）

### 弩級戦艦
- リバダビア級（1914年、27,720トン: 30.5cm連装砲6基、22.5ノット）
  - リバダビア、モレノ（スペイン語版、英語版）

## チリ

### 装甲艦
- アルミランテ・コクレーン級（イギリスから1876年購入、3,560トン: 22.9cm（14口径）単装砲6基、12.7ノット）2隻
  - アルミランテ・コクレーン、バルパライソ→ブランコ・エンカラダ
- ワスカル（ペルー海軍の同名艦を1879年に鹵獲編入、1,190トン: 25.4cm（ - 口径）連装砲1基、12.0ノット）

### 海防戦艦
- カピターン・プラット（スペイン語版、英語版）（フランスから1890年購入、6,900トン: 24cm（35口径）単装砲4基、18.3ノット）

### 超弩級戦艦
- アルミランテ・ラトーレ級（1915年、28,600トン: 35.6cm（45口径）連装砲5基、22.5ノット）2隻中1隻未成
  - アルミランテ・ラトーレ（建造途中でイギリス海軍に売却、1919年チリに再売却）、アルミランテ・コクラン（建造途中でイギリス海軍に売却され、航空母艦「イーグル」として竣工）

## ノルウェー

### 海防戦艦
- ハーラル・ホールファグレ級 （1898年、3,850トン: 20.8cm(44口径)単装砲2基、16.9ノット）2隻
  - ハーラル・ホールファグレ （Harald Haarfagre）、トルデンショル（Tordenskjold）
- ノルゲ級 （1900年、3,850トン: 21cm（45口径）単装砲2基、16.5ノット）2隻
  - ノルゲ（英語版） （Norge）、アイツヴォル（英語版）（EidsVold）
- ニダロス級 （1918年、4,900トン: 24cm（-口径）単装砲2基、15.0ノット）2隻
  - ニダロス （Nidaros）、ボルグウィン（Björgvin）

## オーストラリア

### 巡洋戦艦
- オーストラリア（1910年、18,500トン: 30.5cm連装砲4基、25ノット）
  - インディファティガブル級巡洋戦艦、のちイギリス海軍に貸与。

## フィンランド

### 海防戦艦
- イルマリネン級（1933年、3900トン: 25.4cm（46口径）連装砲2基、16ノット）2隻
  - イルマリネン、ヴァイナモイネン

## タイ

### 海防戦艦
- トンブリ級（1938年、2,265トン: 20.3cm連装砲2基、15.5ノット）2隻
  - トンブリ、スリ・アユタヤ